# Забрђе (Лепосавић)
Забрђе је насеље у општини Лепосавић на Косову и Метохији. Припада месној заједници Лепосавић. По полажају ово село спада у планинска села јер је на југозападним обронцима Копаоника, и налази се источно од Лепосавића на удаљености од 4 km. Сеоски атар се простире између села Кијевчића, Улија и Трикоса. Западно од села издиже се кречњачки пруд Камиља са надморском висином од 906 метара.
Куће су груписане на мањем простору и окренуте су ка истоку. У погледу саобраћаја село нема повољан положај и до села се стиже лошим сеоским путем из правца Лепосавића. Назив села је словенског порекла, а означава предео иза брда.

## Демографија
- попис становништва 1948: 45
- попис становништва 1953: 54
- попис становништва 1961: 66
- попис становништва 1971: 66
- попис становништва 1981: 49
- попис становништва 1991: 21
- попис становништва 2018: 3

У насељу 2004. године живи 18 становника у 11 домаћинства. Данашњи родови су: Вулићевићи (1 домаћинство), Бишевци (2 домаћинства), Милојевићи (3 домаћинства), и Милановићи (5 домаћинстава).